# Mullur, Hungund
Mullur là một làng thuộc tehsil Hungund, huyện Bagalkot, bang Karnataka, Ấn Độ.